# Tunneltågförare

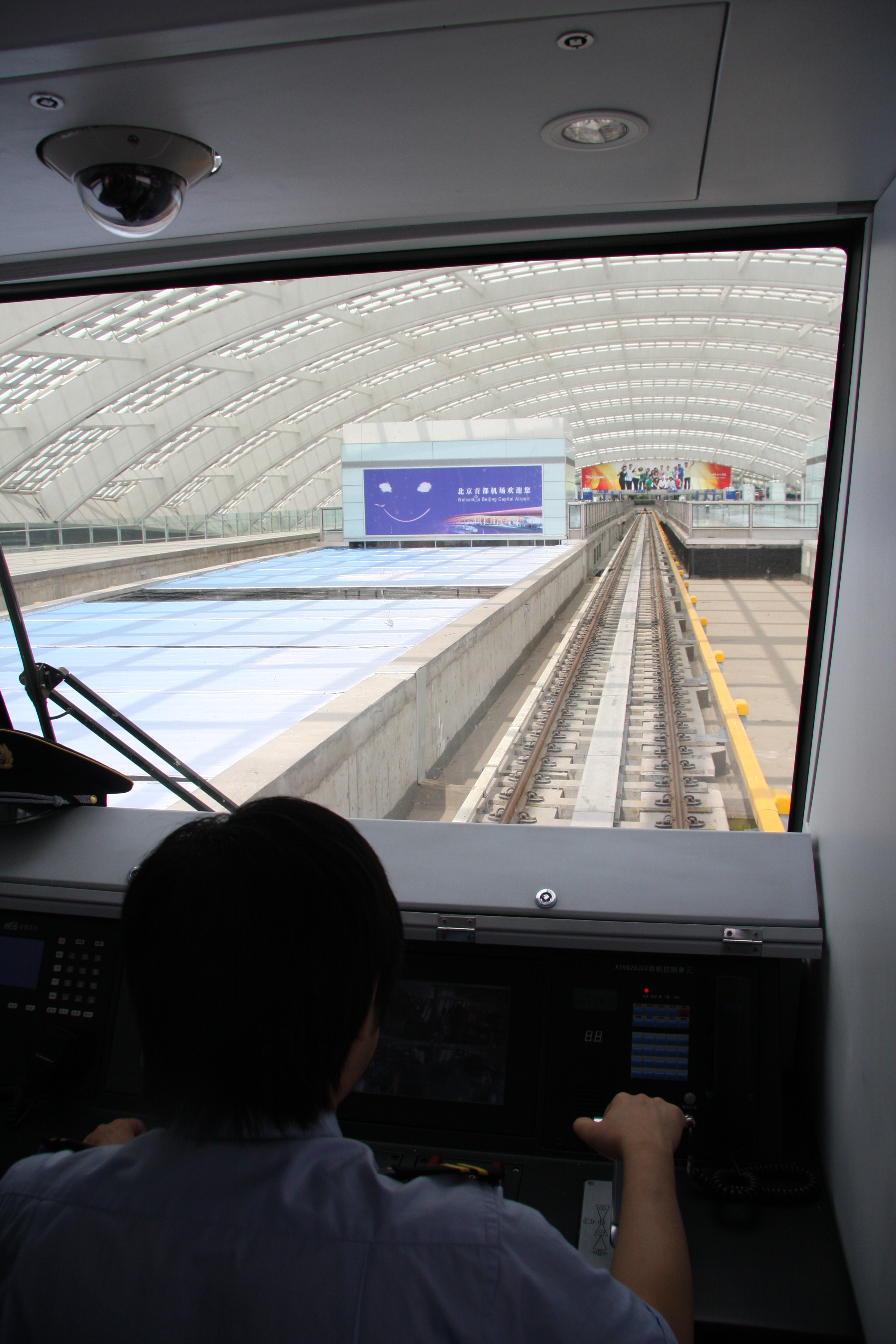
Förare av tåg i Pekings tunnelbana.

Tunneltågförare (i Sverige) eller metroförare (i Finland) är yrkesbenämningen på den personal som arbetar som förare av tåg i tunnelbanetrafik.
För att få bli tunneltågförare i Sverige ställs det krav på att man fyllt 20 år, har fullgod syn och hörsel, uppnår Transportstyrelsens medicinska krav samt ej förekommer i belastningsregistret.[källa behövs]
I Sverige finns det utöver tunneltågförare även annan personal som kan framföra tunneltåg, bland annat inre och yttre trafikledare, som enligt tunnelbanans bestämmelser skall vara examinerade som förare av tunneltåg.[källa behövs]